# TouchWiz
TouchWiz fue una capa de personalización corriendo sobre Android, desarrollada por Samsung Mobile. Se trata de una capa implantada en el sistema cuyo objetivo es dotar a los dispositivos de una apariencia modificada a la ya suministrada por el sistema operativo en su versión de fábrica. TouchWiz es utilizado internamente por Samsung para teléfonos con funciones sofisticadas (smartphones) y tabletas, y no está disponible en licencia para terceras partes.
La última versión de TouchWiz es la 7.0, llamada también TouchWiz Grace UX; lanzada junto al Samsung Galaxy Note 7, y desde 2017 la nueva versión de TouchWiz 8.0 cambió de nombre a Samsung Experience lanzada junto al Samsung Galaxy S8. 
Apple tomó acciones legales contra la compañía ya que alegó un gran parecido de la versión 3.0 de TouchWiz, contenida en los modelos Galaxy S y Galaxy Tab, con la interfaz de su sistema iOS.
TouchWiz se utiliza tanto para el sistema operativo propietario de la propia Samsung como teléfonos basados en Android y Bada.
Se descubrió un bug que en determinadas versiones de TouchWiz permitía borrar todo el contenido del dispositivo, añadiendo un enlace en una página web o enviando un SMS, pero fue posteriormente corregido por la compañía en un parche.

## Versiones de TouchWiz

### TouchWiz 1.0
Lanzada en 2009. Es la primera versión de TouchWiz presentado en Samsung SGH-F480, y algunos dispositivos más de Samsung. Esta versión se lanzó oficialmente con el Samsung Solstice en 2009. Varias versiones de TouchWiz 1.0, con diferentes funciones, se utilizaron en los teléfonos hermanos de Samsung Solstice, como Samsung Eternity, Samsung Impression, Samsung Impact y Samsung Highlight.

### TouchWiz 2.0
Es la versión mejorada, soporta Windows Mobile (Omnia 1, 2). Esta versión se estrenó con Samsung Solstice 2 en 2010.

### TouchWiz 3.0
Lanzado en 2010, para admitir Android Eclair (2.1) y Android Froyo (2.2). Esta versión se estrenó con el Samsung Galaxy S. Se utilizó una versión lite de TouchWiz 3.0, con funciones reducidas, en el Samsung Galaxy Proclaim.

### TouchWiz 4.0
La versión de TouchWiz ya mejorada en Android 2.3, fue introducido mejoras que la anterior versión, como el movimiento, widgets en movimiento y toma panorámica. 
La segunda versión de TouchWiz se lanzó en 2011 para ser compatible con Android Gingerbread y Android Honeycomb (2.3 - 3.2.6). El Galaxy S II fue el primer dispositivo precargado con TouchWiz 4.0. Esta versión incluye mejor aceleración de hardware que la 3.0, así como múltiples opciones de pantalla táctil que incluyen gestos multitáctiles y el uso del acelerómetro del teléfono. Una de estas características permite a los usuarios colocar dos dedos en la pantalla e inclinar el dispositivo hacia y desde ellos, para acercar y alejar, respectivamente. "Panning" en TouchWiz 4.0 permite a los usuarios desplazarse por las pantallas de inicio moviendo el dispositivo de lado a lado.

### TouchWiz 5.0 (Nature UX)
La tercera versión de TouchWiz pasó a llamarse TouchWiz Nature UX. Fue lanzado en 2012 y compatible con Android Ice Cream Sandwich (4.0). El Galaxy S III, Galaxy Star y Galaxy Note 10.1 fueron los primeros dispositivos precargados con esta versión, aunque antes se utilizó una versión "lite" en el Samsung Galaxy Tab 2 7.0. La variante 2013 Galaxy S2 "Plus" también presentaba esta interfaz de usuario.
TouchWiz Nature UX contiene más elementos interactivos que la versión anterior, como un efecto de ondas de agua en la pantalla de bloqueo y "Smart Stay", una función que utiliza la tecnología de seguimiento ocular para determinar si el usuario todavía está mirando la pantalla. Los usuarios pueden establecer patrones de vibración personalizados para llamadas telefónicas y notificaciones. El software del teclado está equipado con un administrador de portapapeles.
Se han agregado una función de ampliación de pellizcar para hacer zoom y un modo de imagen en imagen ("Pop Up Play") al reproductor de video excluido, así como gestos de movimiento de panorámica y zum en el software de la galería.
Para complementar la interfaz TouchWiz, y como respuesta a Siri de Apple, esta versión introdujo S Voice, el asistente personal inteligente de Samsung.
La paleta de colores de la interfaz de usuario se ha adaptado a los colores de la naturaleza, destacando el verde (plantas, bosque, hierba) y el azul (océano, cielo), para representar visualmente el eslogan “inspirado por la naturaleza”. Esta versión de TouchWiz también utilizó muchos gradientes de color.
Las críticas se han dirigido a la incapacidad de la pantalla de inicio y la pantalla de bloqueo para funcionar en la orientación de visualización horizontal. 

### TouchWiz Nature UX 2.0
Esta versión es compatible con Android Jelly Bean (4.2.2) y se lanzó en 2013; el Samsung Galaxy S4 fue el primer dispositivo en usar TouchWiz Nature UX 2.0. Incluso se introdujeron más capacidades de seguimiento ocular con esta versión, como Smart Scroll, que permite a los usuarios desplazarse hacia abajo y hacia arriba en las páginas web inclinando la cabeza hacia abajo y hacia arriba, respectivamente.
Los botones en pantalla para foto, video y modos ahora tienen una textura metálica, y los modos de grabación de foto y video se combinan en una página del visor en lugar de estar separados por modos de cambio. También se puede acceder a la configuración de audio (silenciar/vibrar/sonido) desde las opciones del dispositivo (apagar/reiniciar/modo de red de datos/modo avión) a las que se accede manteniendo presionado el botón de encendido.
Con Android 4.4 KitKat, que se lanzó en febrero de 2014 para los dispositivos Samsung Galaxy, los colores del icono de batería verde, así como las flechas indicadoras verde (ascendente) y naranja (descendente) en la barra de estado superior se han cambiado a gris.

### TouchWiz Nature UX 2.5
TouchWiz Nature UX 2.5 se lanzó en 2013 para admitir las últimas actualizaciones de Android Jelly Bean (4.1-4.3) y se usó por primera vez en Galaxy Note 3 y Galaxy Note 10.1 2014 Edition. Esta versión es totalmente compatible con la solución de seguridad Samsung Knox, así como con capacidades multiusuario. La cámara también se mejoró en esta actualización: se redujo el retraso del obturador y se agregaron características como un modo panorámico de 360°. El menú de configuración está equipado con una nueva función de búsqueda.
Es la primera interfaz de usuario móvil que incluye ventanas. A la función de pantalla dividida existente, se agregaron las capacidades de arrastrar y soltar elementos entre ellos y abrir aplicaciones seleccionadas dos veces.
Se ha agregado un modo de operación vertical con una sola mano para el Galaxy Note 3. Se puede acceder a él con un gesto de deslizamiento en cualquier lado de la pantalla y permite reducir de forma variable el tamaño simulado de la pantalla. También está equipado con navegación en pantalla (opciones, inicio, atrás) y teclas de volumen (arriba, abajo).

### TouchWiz Nature UX 3.0
Esta actualización se lanzó en 2014 para admitir Android KitKat (4.4). Se vio por primera vez en el Galaxy S5, Galaxy K Zoom y Galaxy Note Pro 12.2. Más tarde apareció en el Galaxy A.
La pantalla de inicio y el menú de configuración se hicieron más fáciles de usar con íconos más grandes y menos desorden. Además, los íconos en los menús contextuales se eliminaron por minimalismo, y cualquier opción deshabilitada, donde antes habrían sido visibles pero inutilizables (atentuados), ahora no se muestran en absoluto.
El modo de operación con una sola mano disponible en el Galaxy S5 permite configurar accesos directos para aplicaciones y contactos. También se ha agregado un menú flotante con accesos directos de aplicaciones especificados por el usuario. La nueva paleta de colores utiliza colores oceánicos para hacer referencia a la resistencia al agua del Galaxy S5.

### TouchWiz Essence UX
Algunos dispositivos económicos, como Samsung Galaxy Trend 2 Lite, Galaxy J1 Ace, Galaxy V Plus, Galaxy Grand Neo Plus y Galaxy Tab E cuentan con una versión reducida de TouchWiz Nature UX 3.0 llamada "TouchWiz Essence UX", que está adaptada para dispositivos con menos de 1 GB de RAM. Esta versión tiene un modo de ultra ahorro de energía, que extiende drásticamente la duración de la batería haciendo que la pantalla se vuelva gris, restringiendo las aplicaciones que se pueden usar y desactivando funciones como Wi-Fi y Bluetooth.
El menú de configuración rediseñado tiene iconos planos en lugar de las imágenes prediseñadas del mismo color utilizadas anteriormente, y está equipado con tres modos de visualización distintos: Grid View, List View y Tab View.
Otra distinción menor es que la pantalla de inicio muestra la marca comercial de Android, pero ya no muestra el número de modelo del dispositivo (por ejemplo, SM-G900F, SM-G901F).

### TouchWiz Nature UX 3.5
Esta es una versión ligeramente modificada de TouchWiz Nature UX 3.0, lanzada en 2014 para Galaxy Note 4, Galaxy Note Edge y la gama A de 2015. La mayoría de los cambios realizados fueron menores y estéticos, incluida una revisión del menú de configuración desordenado, la inclusión de accesos directos de configuración rápida y la centralización del reloj de la pantalla de bloqueo. Sin embargo, la aplicación de la cámara se redujo a sus funciones más básicas, eliminando funciones como el visor remoto alimentado por Wi-Fi Direct, sin embargo, obtuvo una función de bloqueo AF/AE accesible al tocar y mantener presionado el visor de la cámara.
Se eliminó el modo de visualización del menú de configuración "Grid View" introducido en TouchWiz Nature UX 3.0. Los menús y las aplicaciones del sistema usan fondos blancos en lugar de oscuros. El conmutador de tareas reciente se transformó en una lista desplazable verticalmente con miniaturas superpuestas, mientras que anteriormente se usaba una lista plana con miniaturas no superpuestas con dirección de desplazamiento basada en la orientación.
Se eliminó la capacidad de usar accesos directos para aplicaciones y contactos en el modo de operación con una sola mano.

### TouchWiz Nature UX 4.0
Esta versión viene con Galaxy S6, por lo que es compatible con Android Lollipop y se lanzó en 2015. La actualización 4.0 finalmente estuvo disponible para Galaxy S4, Galaxy Note 3 y Galaxy S5 y Note 4 y otros dispositivos compatibles con Lollipop, pero con menos características.
Esta versión de TouchWiz continuó el diseño que se vio inicialmente en el Galaxy S5, con íconos un poco más redondeados, pero también incorporó las adiciones y cambios de Lollipop, como hacer que el menú desplegable de notificaciones sea simplemente una superposición en lugar de un cajón de pantalla completa y coloreándolo de azul neón. TouchWiz Nature UX 4.0 también incluyó una revisión visual para todo el sistema, cambiando el fondo negro en las aplicaciones del sistema a un tema blanco, similar a TouchWiz UX 3.5 visto en la serie Note 4 y A. El tema negro había estado en vigor desde el Galaxy S original, porque reducía el consumo de batería ya que Samsung utiliza principalmente la tecnología de pantalla AMOLED. Se cambió debido a un acuerdo de licencia de patente con Google, que requería que la interfaz TouchWiz siguiera más de cerca el diseño de Android "stock".
El tamaño del archivo de video actual y la cantidad de espacio de almacenamiento restante ya no se indican en el visor del software de la cámara durante la grabación de video, y los controles de audio (silencio, solo vibración, activado) se han eliminado del menú de encendido.

### TouchWiz 5.0
Con TouchWiz 5.0, Samsung volvió al sistema de nombres más simple anterior, sin el infijo "Nature UX", para reflejar los cambios estéticos. Esta versión se lanzó en 2015 principalmente para el Samsung Galaxy S6 y admite actualizaciones posteriores de Android Lollipop (5.0.2 - 5.1.1). Esta actualización limpió la interfaz de usuario, redujo la cantidad de funciones duplicadas y usó colores más brillantes y simples con sombras de íconos. Muchos íconos en las barras superiores se han reemplazado con etiquetas de texto en mayúsculas, como "MÁS".
En septiembre de 2015 se lanzó una nueva versión de TouchWiz 5.0 para Galaxy Note 5 y S6 Edge+. La nueva versión presenta una iconografía actualizada, con aplicaciones de stock que ahora presentan íconos de "ardilla" en lugar de formas libres, y un modo de operación con una sola mano agregado de nuevo que se eliminó en el Galaxy S6 después de estar disponible en el S5. Sin embargo, se abre presionando tres veces el botón de inicio en lugar de deslizar el dedo, carece de teclas en pantalla (navegación, controles de volumen, accesos directos a aplicaciones/contactos) y solo tiene un tamaño fijo.
La interfaz de usuario de la cámara también ha sufrido varios cambios. Los accesos directos en el panel izquierdo ya no se pueden personalizar y la configuración se encuentra en una página separada en lugar de en la parte superior de un visor activo.
Los dispositivos de gama media y básica cuentan con una versión denominada "TouchWiz Essence 2.0". Es similar a TouchWiz 5.0, pero las sombras de los iconos no se incluyen junto con o sin la compatibilidad con temas. Es comparativamente más liviano, más rápido y se presenta en dispositivos como la serie A 2016, Galaxy A8, Galaxy S5 Neo, tabletas y dispositivos de la serie J que ejecutan Android Lollipop. Tampoco cuenta con el efecto de pantalla de bloqueo Sparkling Bubbles exclusivo de los dispositivos Galaxy S6 y Note 5.
Los informes de los usuarios del Galaxy S6 sugieren que las funciones de navegación de fotogramas paso a paso y extracción de imágenes fijas se han eliminado del software de reproducción de video excluido de Samsung. 

### TouchWiz 6.0
Esta versión de TouchWiz comenzó durante la prueba beta inicial de Android Marshmallow en el Galaxy S6 en diciembre de 2015, para los usuarios que se habían registrado en el programa beta, y estuvo disponible formalmente en febrero de 2016.
Cuenta con un menú desplegable de notificaciones rediseñado y una revisión de color, reemplazando el tono azul y verde original por blanco. Esta versión también eliminó el clima mientras centraba y agrandaba el reloj en la pantalla de bloqueo, además de recuperar la capacidad de personalizar los accesos directos en la pantalla de bloqueo. Los iconos se modifican ligeramente con un aspecto más plano, eliminando las sombras que aparecían anteriormente. El Administrador inteligente se eliminó como una aplicación y se movió a una opción de configuración en su lugar.
En esta versión, Samsung también agregó opciones de accesibilidad, como mostrar formas de botones, donde los botones se delinean con un borde visible y un fondo sombreado para aumentar el contraste con el fondo, y la capacidad de cambiar la configuración de densidad de pantalla, aunque inicialmente solo se podía acceder a través de una aplicación de terceros ya que el sistema ocultó la configuración. Una actualización del Galaxy S7 y S7 Edge lo hizo oficial, lo que permite a los usuarios cambiarlo en la configuración de pantalla.
TouchWiz 6.0 también incluye las adiciones de Google a Android: Doze y App Standby para mejorar el rendimiento de la batería (aunque la función de optimización de aplicaciones de Samsung sigue estando disponible, lo que significa que hay dos configuraciones de "optimización de aplicaciones" separadas: una dentro de la aplicación Smart Manager y la otra dentro la pantalla de uso de la batería), Now on Tap para acceder rápidamente al asistente personal inteligente Google Now y Control de permisos para limitar los permisos otorgados a una aplicación en particular.

### TouchWiz Grace UX
Lanzado por primera vez con el Samsung Galaxy Note 7 para Android Marshmallow, esta version estaba preparando lo que vendría a ser Samsung Experience, Grace UX recibió su nombre del nombre en clave del dispositivo y finalmente llegó a dispositivos más antiguos, incluido el Galaxy Note 5 a través de una actualización, el Galaxy S7 y S7 Edge a través del Android Nougat. Grace UX presenta un aspecto más limpio y plano de la iconografía y un amplio uso de espacios en blanco. Los dispositivos TouchWiz Grace UX también se benefician de la funcionalidad Carpeta segura, que permite a los usuarios mantener ciertos datos, e incluso aplicaciones, detrás de una contraseña segura.
Además, para la mayoría de los países, todos los idiomas que estaban ausentes en las versiones anteriores (Android Marshmallow o anteriores) estarán disponibles en esta versión, comenzando con Galaxy Tab S3.

## Teléfonos con TouchWiz
- Samsung Galaxy Core
- Samsung Galaxy S Duos
- Samsung Galaxy S Duos 2
- Samsung Galaxy Trend Plus
- Samsung Galaxy Trend
- Samsung Galaxy Trend Lite
- Samsung Galaxy Ace 4
- Samsung Galaxy Grand 2
- Samsung Champ
- Samsung Jet
- Samsung Preston
- Samsung Galaxy J3
- Samsung Solstice[2]
- Samsung Corby[3]
- Samsung GenoA
- Samsung Star (TouchWiz 1.0)
- Samsung Star II (TouchWiz 3.0)
- Samsung Tocco
- Samsung Ultra Touch
- Samsung Blue Earth
- Samsung Monte
- Samsung Flight 2
- Samsung Star TV (TouchWiz 1.0)
- Samsung A5 2016
- Samsung Beat Mix

### Bada
- Samsung Wave 575 (TouchWiz 3.0)
- Samsung Wave S8500 (TouchWiz 3.0 y en algunas actualizaciones TouchWiz 4.0)
- Samsung Wave II S8530 (TouchWiz 3.0 y en algunas actualizaciones TouchWiz 4.0)
- Samsung Wave 533 (TouchWiz 3.0 y en la actualización de septiembre de 2012 los iconos cambian y la interfaz es la misma)
- Samsung Wave 723 (TouchWiz 3.0)
- Samsung Wave 525 (TouchWiz 3.0)
- Samsung Wave Y (TouchWiz 4.0)
- Samsung Wave 3 (TouchWiz 4.0)

### Windows Mobile
- Samsung Omnia
- Samsung Omnia II

### Symbian
- Samsung i8910

### Android

#### Teléfonos inteligentes
- Samsung Galaxy Trend Plus
- Samsung Galaxy Trend
- Samsung Behold II
- Samsung Illusion SCH-I110 (TouchWiz 3.0)
- Samsung Infuse 4G (TouchWiz 3.0)[4]
- Samsung Rugby Smart (TouchWiz 3.0)
- Samsung Droid Charge
- Samsung Galaxy Chat(TouchWiz UX Nature)
- Samsung Galaxy Gio (TouchWiz 3.0)
- Samsung Galaxy Fit (TouchWiz 3.0)
- Samsung Galaxy Mini (TouchWiz 3.0)
- Samsung Galaxy Mini 2 (TouchWiz 4.0)
- Samsung Galaxy 3 (TouchWiz 3.0)
- Samsung Galaxy 5 (TouchWiz 3.0)
- Samsung Captivate Glide (TouchWiz 4.0)
- Samsung Gravity Smart
- Samsung Exhibit II 4G (TouchWiz 4.0)
- Samsung Galaxy Y (TouchWiz 4.0)
- Samsung Galaxy W (TouchWiz 4.0)
- Samsung Galaxy R (TouchWiz 4.0)
- Samsung Galaxy Ace (TouchWiz 3.0 / TouchWiz 4.0 algunas actualizaciones)
- Samsung Galaxy Ace Plus (TouchWiz 4.0)
- Samsung Galaxy Ace 2 (TouchWiz 4.0)
- Samsung Galaxy Ace 3 2013 (TouchWiz Nature UX 2.0)
- Samsung Galaxy Ace 4 2014 (TouchWiz Essence)
- Samsung Galaxy Alpha 2014 (TouchWiz Nature UX 3.0)
- Samsung Galaxy A3 2014 (TouchWiz Nature UX 3.0)
- Samsung Galaxy A5 2014 (TouchWiz Nature UX 3.0)
- Samsung Galaxy A7 2015 (TouchWiz Nature UX 3.0)
- Samsung Galaxy Pro (TouchWiz UI v3.0)
- Samsung Galaxy Proclaim (TouchWiz 3.0 Lite)
- Samsung Galaxy Pocket (TouchWiz 3.0 Lite)
- Samsung Galaxy Pocket Neo (TouchWiz Nature UX)
- Samsung Galaxy Pocket Plus (TouchWiz Nature UX)
- Samsung Galaxy Young (TouchWiz Nature UX)
- Samsung Galaxy Fame (TouchWiz Nature UX)
- Samsung Galaxy S (TouchWiz 3.0)
- Samsung Galaxy S Blaze 4G (TouchWiz 4.0)
- Samsung Galaxy S Captivate (TouchWiz 4.0)
- Samsung Galaxy S Duos (TouchWiz 4.0)
- Samsung Galaxy SL I9003 (TouchWiz 3.0 / TouchWiz 4.0)
- Samsung Galaxy S Plus (TouchWiz 3.0 / TouchWiz 4.0)

- Samsung Galaxy S Advance (TouchWiz 4.0 / TouchWiz Nature UX)
- Samsung Galaxy S II (TouchWiz 4.0 / TouchWiz Nature UX)
- Samsung Galaxy S III (TouchWiz Nature UX)
- Samsung Galaxy S III Mini (TouchWiz Nature UX)
- Samsung Galaxy S4 (TouchWiz Nature UX 2.0)
- Samsung Galaxy S4 Mini (TouchWiz Nature UX 2.0)
- Samsung Galaxy S5 2014 (TouchWiz Nature UX 3.0)
- Samsung Galaxy S5 Mini 2014 (TouchWiz Nature UX 3.0)
- Samsung Galaxy S6 2015 (TouchWiz Nature UX 5.0)
- Samsung Galaxy S7 2016 (TouchWiz Grace UX)
- Samsung Galaxy J2 Prime 2016(TouchWiz Grace UX)
- Samusng Galaxy Premier (TouchWiz Nature UX)
- Samsung Galaxy Grand (TouchWiz Nature UX)
- Samsung Galaxy Express (TouchWiz Nature UX)
- T-Mobile Samsung Galaxy Light (TouchWiz Nature UX 2.0)
- Samsung Galaxy Core 2 2014 (TouchWiz Essence)
- Samsung Galaxy Young 2 2014 (TouchWiz Essence)
- Samsung Galaxy Ace Style/LTE 2014 (TouchWiz Essence)
- Samsung Galaxy J1 2015 (TouchWiz Essence)
- Samsung Galaxy J5 2015 (TouchWiz UX 5.0 - mismo TouchWiz que el Galaxy 6)
- Samsung Galaxy J7 2015 (TouchWiz UX 5.0 - mismo TouchWiz que el Galaxy 6)
- Samsung Galaxy Grand Prime 2014 (TouchWiz Nature UX 3.0) los iconos son los mismos que la versión Essence
- Samsung Galaxy XCover 3 (TouchWiz Essence 2.0)
- Samsung Galaxy Win 2 (TouchWiz Essence)

#### Phablets
- Samsung Galaxy Note (TouchWiz 4.0 / TouchWiz Nature UX)
- Samsung Galaxy Note II (TouchWiz Nature UX 4.0)
- Samsung Galaxy Note III (septiembre de 2013)
- Samsung Galaxy Note 4 2014 (TouchWiz Nature UX 3.0)
- Samsung Galaxy Note Edge 2014 (TouchWiz Nature UX 3.0)
- Samsung Galaxy Note 5 2015 (TouchWiz Nature UX 4.0)
- Samsung Galaxy Note 7 2016 (TouchWiz Grace UX)

#### Tabletas
- Samsung Galaxy Tab P1000 (TouchWiz 3.0)
- Samsung Galaxy Tab 7.0 Plus (TouchWiz UX)
- Samsung Galaxy Tab 2 P3100, P5100 (TouchWiz UX Nature)
- Samsung Galaxy Tab 7.7 (TouchWiz UX)
- Samsung Galaxy Tab 8.9 (TouchWiz UX)
- Samsung Galaxy Tab 10.1 (TouchWiz UX)
- Samsung Galaxy Tab S (TouchWiz Nature UX 3.0)
- Samsung Galaxy Note 10.1 (TouchWiz UX)
- Samsung Galaxy Tab 4 10.1 (TouchWiz UX)
- Samsung Galaxy Tab A 9.7 (Touchwiz UX 5.0)